# Cementiri de Belleville

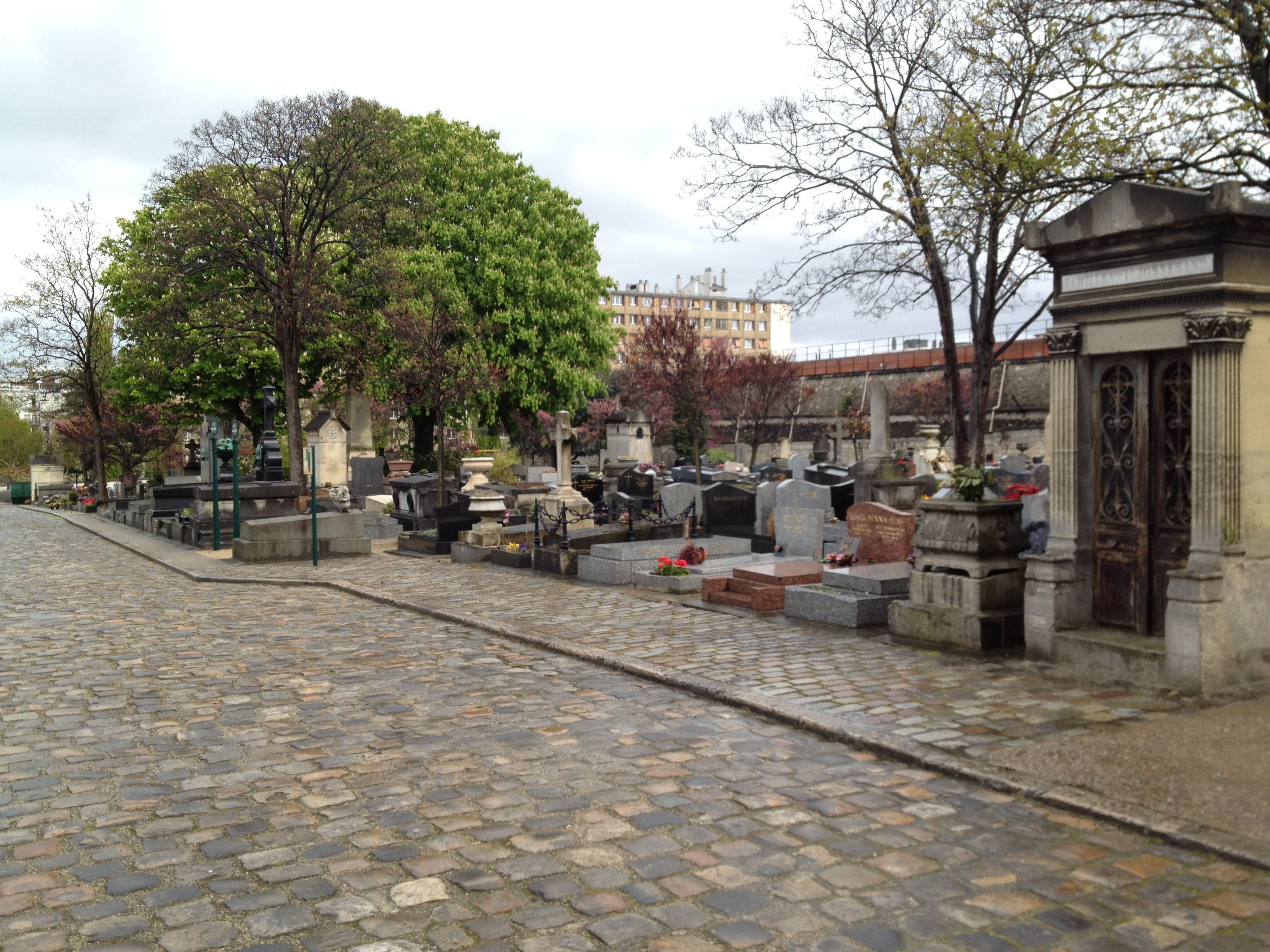
Cimetière de Belleville (2012).

El cementiri de Belleville (en francès cimetière de Belleville) es troba al quartier de Belleville a la cantonada de la rue de Belleville i la rue du Télégraphe al 20è districte de París.
El cementiri obrí les portes el 1808. El lloc abans era utilitzat per a experiments de telègraf òptic per Claude Chappe de 1790 a 1798, com ho testimonia la placa a la dreta de l'entrada principal, ja que el cementiri es troba en el punt més alt de París a 128,503m.
La reserva de Belleville, una reserva d'aigua annexa de la ciutat de París, està adossada a la part sud del cementiri.

## Persones cèlebres enterrades
- Fernand Maillet
- Léon Gaumont
- Pierre Cochereau